# Astérix chez Rahàzade (jeu vidéo)
 (octobre 2019).
Astérix chez Rahàzade est un jeu vidéo d'aventure développé et édité par Coktel Vision, sorti en 1987 sur Amiga, Amstrad CPC, Atari ST, Commodore 64 (En version allemande sous le titre "Asterix Im Morgenland"), DOS et Thomson. Il est adapté du tome Astérix chez Rahàzade de la bande dessinée Astérix,,,,,,,,.

## Synopsis
Le jeu reprend le scénario de l'album Astérix chez Rahàzade. Le joueur doit, avec l'aide de Kiçàh le fakir, conduire Assurancetourix en Inde afin d'y faire tomber la pluie et éviter à la princesse Rahàzade de servir de sacrifice aux dieux.

## Système de jeu
Le jeu est divisé en deux parties. La plus grosse partie du jeu est un Point'n Click où le joueur doit guider Astérix et ses amis jusqu'en Inde. Chacun des choix effectués a un réel impact quant au déroulement des événements. En effet, le temps est limité car la princesse Rahàzade ne dispose que de mille et une heures avant son sacrifice. Il faut donc faire les bons choix pour éviter de perdre du temps ou faire des escales inutiles. 
L'autre partie est un jeu de Labyrinthe ressemblant fortement à Pac-Man. Le joueur dirige Astérix et peut se voir attribuer des objectifs divers: récupérer des sesterces, chasser des sangliers, éliminer des romains, pirates ou perses. Il est impossible de frapper les ennemis à moins de ramasser une gourde de potion magique qui rend Astérix temporairement invincible, comme la super pac-gomme de Pac-Man. Toutefois, s'il n'a plus de potion, Astérix peut toujours attirer ses cibles vers Obélix qui se trouve de temps en temps dans le niveau en fonction de l'objectif.

## Sources
1. ↑  Amstrad Magazine 29 - Astérix chez Rahàzade - Page 49 (12-1987)
2. ↑  Megahertz Magazine n°64 Juin 1988, p.74
3. ↑  Amstrad Cent Pour Cent n°1 - février 1988 p.138-139
4. ↑  Astérix chez Rahàzade - Gen4 n°2, p.70-71.
5. ↑  Astérix chez Rahàzade - Arcades Hebdo n°4 - p.67 (Janvier 1988).
6. ↑  Arcades Hebdo n°8 - p.116 (Mai 1988).
7. ↑  Astérix chez Rahàzade (PC) - Tilt - n°51 - février 1988 - p.28.
8. ↑  Astérix chez Rahàzade (ST) - Tilt - n°51 - février 1988 - p.28.
9. ↑  (de) Asterix im Morgenland (ST) - Power Play (Dec, 1987)